# Carl Moqvist
Carl Johan Moqvist, född 29 september 1825 i Kalmar, Kalmar län, död 3 juni 1869 där, var en svensk lektor och dramatiker.

## Biografi
Carl Moqvist var son till mältaren Jonas Moqvist och Helena Erlandsson. Han blev 1843 student vid Uppsala universitet, avlade filosofie kandidatexamen 1847 och promoverades till filosofie magister året därpå. Samma år blev Moqvist lärare vid Kalmar apologistskola och 1858 utnämndes han till lektor i främmande språk vid Kalmar högre elementarläroverk. 1869 köpte han Calmarposten som han döpte om till Kalmar och drev som redaktör samt ansvarig utgivare fram till sin död 1869. Moqvist författade under sin levnad flera dramatiska pjäser som hade framgång i Stockholm.

## Verk
- Skisser af Onkel Thure, 1848.
- En kärleksintrig eller Polkander i Stockholm, 1850.
- Ett sommaräfventur på Djurgården.
- Polkander och hans fru, Mamsell Bager eller den emanciperades seger.
- Spindlarne.
- Bloomerismen eller den nya damtoiletten.
- Lefve Fåfängan!
- Spanska konsuln.
- Två lustiga turar.
- Munken.